# Stachys iltisii
Stachys iltisii är en kransblommig växtart som beskrevs av J.B. Nelson. Stachys iltisii ingår i släktet syskor, och familjen kransblommiga växter. Inga underarter finns listade i Catalogue of Life.